# Lilium hansonii

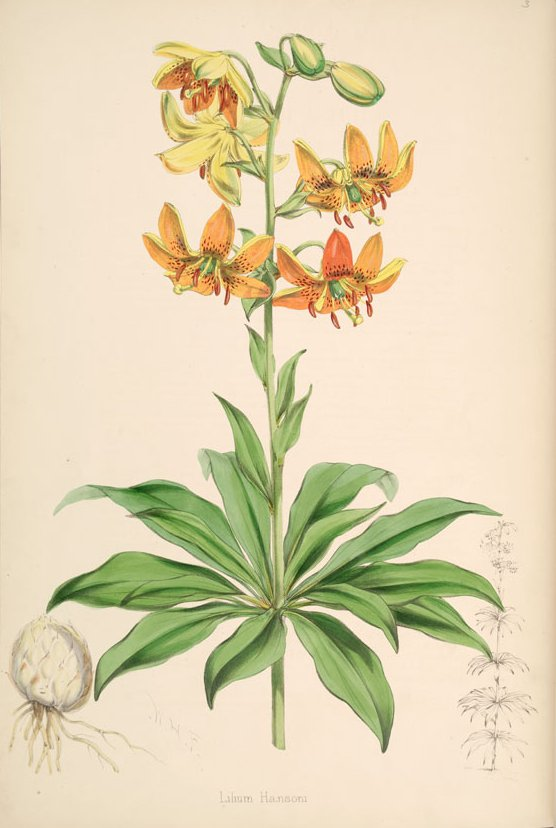
Lilium hansonii ilustração de Walter Hood Fitch.

Lilium hansonii (em chinês: 竹叶百合) é uma espécie de lírio.
A planta é nativa da ilha de Ulleungdo na Coreia do Sul.